# Arnaldur Indriðason
Arnaldur Indriðason ou Arnaldur Indridason, na grafia portuguesa, (28 de janeiro de 1961, Reykjavík) é um escritor islandês. A Cidade dos Vidros, um romance policial, é a sua primeira obra publicada em português, lançada no Brasil em 2008.

## Biografia
Arnaldur Indridason formou-se em história, é jornalista e crítico de cinema, e se notabilizou pela série policial com o detetive Erlendur Sveinsson. O escritor vive com a esposa e os três filhos do casal em Reykjavík. Ele é filho de Indriði G. Þorsteinsson (Indridi G. Thorsteinsson, na grafia portuguesa), um conhecido poeta do seu país.
Durante vinte anos trabalhou para o Morgunbladid, o mais importante jornal da Islândia, antes de se dedicar à escrita a tempo integral.
É um escritor popular e influente em seu país, causando uma verdadeira renovação na literatura policial da Islândia. Seus livros já foram publicados em 26 países.

## Adaptação cinematográfica
Seu livro Mýrin (livro) Laços de Sangue (título em Portugal) ou A Cidade dos Vidros (título no Brasil) chegou às telas do cinema pelas mãos do islandês Baltasar Kormákur em 2006.

## Obras

### Série Detetive Erlendur
- Synir duftsins, (1997)
- Dauðarósir, (1998)
- Mýrin, (2000) Brasil: A Cidade dos Vidros (Record, 2008) / Portugal: Laços de Sangue (Livraria Civilização Editora, 2006)
- Grafarþögn, (2001)  Brasil: O Silêncio do Túmulo (Companhia das Letras, 2011) / Portugal: A Mulher de Verde (Porto Editora, 2013)
- Röddin, (2003)  Brasil: Vozes (Companhia das Letras, 2012) / Portugal: A Voz (Porto Editora, 2011)
- Kleifarvatn, (2004) Brasil: O Segredo do Lago (Companhia das Letras, 2013) / Portugal: O Mistério do Lago (Porto Editora, 2013)
- Vetrarborgin, (2005)
- Harðskafi, (2007)
- Myrká, (2008)
- Svörtuloft, (2009)
- Furðustrandir', (2010)

#### Jovem Erlendur
- Einvígið, (2011)
- Reykjavíkurnætur, (2012)
- Kamp Knox, (2014)

### Série Flovent e Thorson

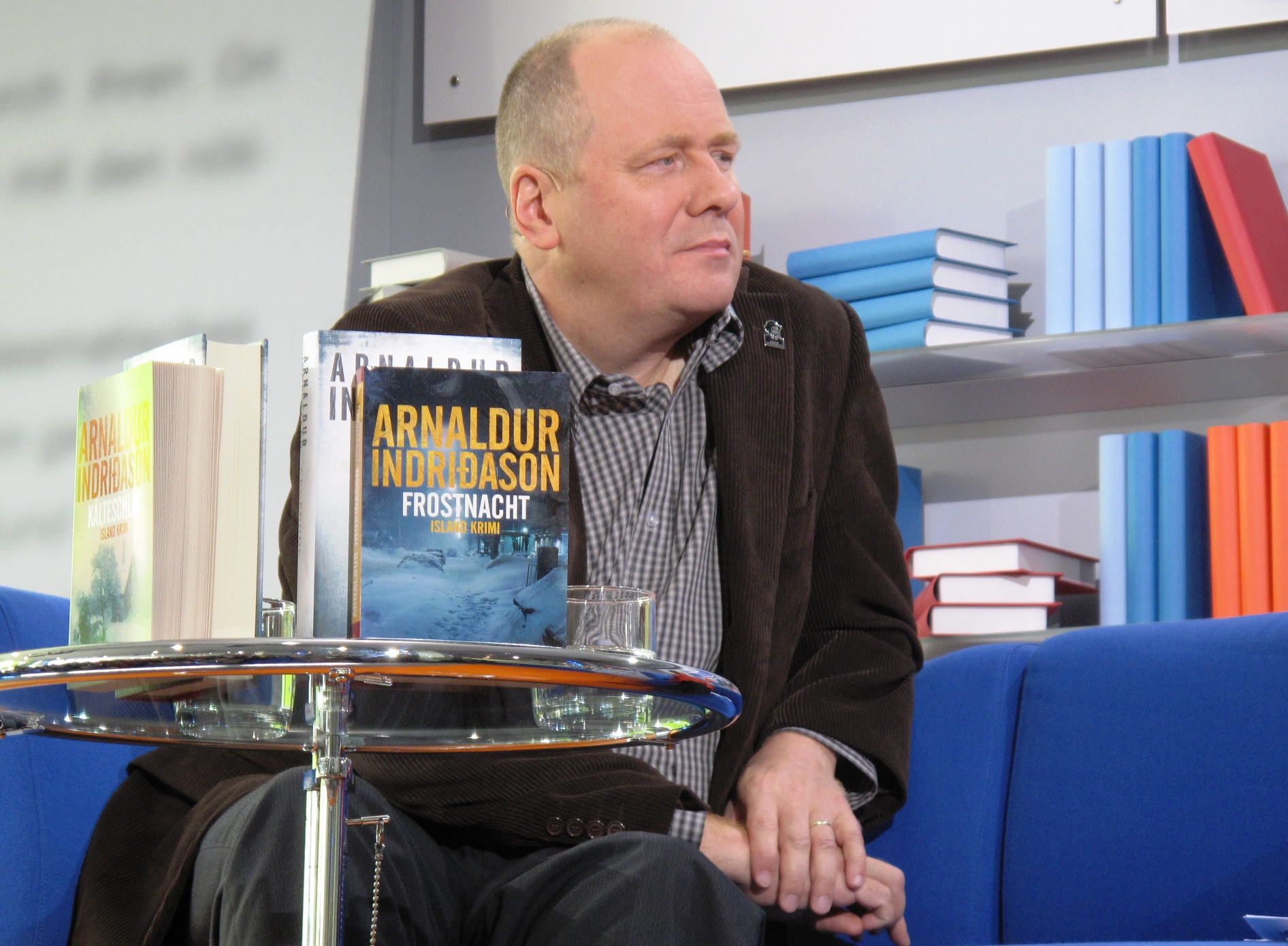
Arnaldur Indriðason na Feira do Livro de Frankfurt, Alemanha, em 2011

- Skuggasund (2013)
- Þýska húsið (2015)
- Petsamo (2016)

### Série Konráð
- Myrkrið veit (2017)
- Stúlkan hjá brúnni (2018)
- Tregasteinn (2019)
- Þagnarmúr (2020)
- Kyrrþey (2022)

### Outros
- 1999 – Napóleonsskjölin
- 2003 – Bettý
- 2006 – Konungsbók
- 2021 - Sigurverkið